# Gonia carinata
Gonia carinata är en tvåvingeart som beskrevs av Tothill 1924. Gonia carinata ingår i släktet Gonia och familjen parasitflugor. Inga underarter finns listade i Catalogue of Life.